# Arborele de cacao
Arborele de cacao (Theobroma cacao) aparține genului Theobroma, familia Malvaceae. Acest gen cuprinde 20 de specii de arbuști ce ating 4–5 m înălțime, cu frunza verde tot timpul anului, care cresc în pădurile tropicale din America latină. Denumirea științifică a plantei a fost dată de naturalistul suedez Carl von Linné.

## Descriere
Semințele din fructele arborelui de cacao conțin teobromină și într-o concentrație mai redusă, cofeină. De asemenea florile cresc direct din trunchi și nu pe ramuri, ca la alți arbori.

## Istoria cultivării
Cultivarea și utilizarea arborelui de cacao a fost timpurie și extinsă în Mezoamerica. Vase ceramice cu reziduuri de la prepararea băuturilor din cacao au fost găsite la situri arheologice datând din perioada timpurie a culturii mezoamericane (1900-900 î.Hr.). De exemplu, un astfel de vas a fost găsit la un sit arheologic olmec de pe Coasta Golfului din Veracruz, Mexic, acesta atestă prepararea băuturilor din cacao la popoarele pre-olmece încă din 1750 î.Hr. Pe coasta Pacificului de la Chiapas, Mexic, un sit arheologic Mokaya oferă dovezi că băuturile din cacao datau chiar mai devreme, de la 1900 î.Hr.

## Cultivare
Cacaua este cultivată pe aproximativ 69,000 km² în toată lumea. Conform Organizației pentru Alimentație și Agricultură (FAO), primele 20 de țări producătoare de cacao în anul 2005 au fost, după cum urmează:
| Loc, Țară               | Valoare (înmulțit cu $1,000*) | Producție (Tone) |
| ----------------------- | ----------------------------- | ---------------- |
| 1 Côte d'Ivoire         | 1,024,339                     | 1,330,000        |
| 2 Ghana                 | 566,852                       | 736,000          |
| 3 Indonezia             | 469,810                       | 610,000          |
| 4 Nigeria               | 281,886                       | 366,000          |
| 5 Brazilia              | 164,644                       | 213,774          |
| 6 Camerun               | 138,632                       | 180,000          |
| 7 Ecuador               | 105,652                       | 137,178          |
| 8 Columbia              | 42,589                        | 55,298           |
| 9 Mexic                 | 37,281                        | 48,405           |
| 10 Papua Noua Guinee    | 32,733                        | 42,500           |
| 11 Malaezia             | 25,742                        | 33,423           |
| 12 Republica Dominicană | 24,646                        | 32,000           |
| 13 Peru                 | 21,950                        | 28,500           |
| 14 Venezuela            | 13,093                        | 17,000           |
| 15 Sierra Leone         | 8,472                         | 11,000           |
| 16 Togo                 | 6,547                         | 8,500            |
| 17 India                | 6,161                         | 8,000            |
| 18 Filipine             | 4,352                         | 5,650            |
| 19 Republica Congo      | 4,336                         | 5,630            |
| 20 Insulele Solomon     | 3,851                         | 5,000            |

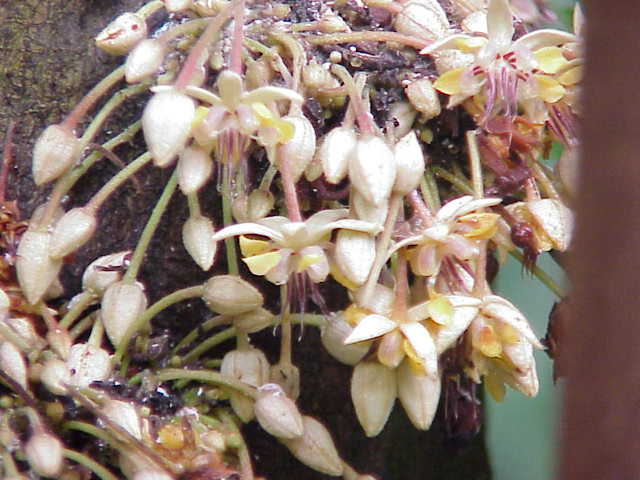
Flori de cacao

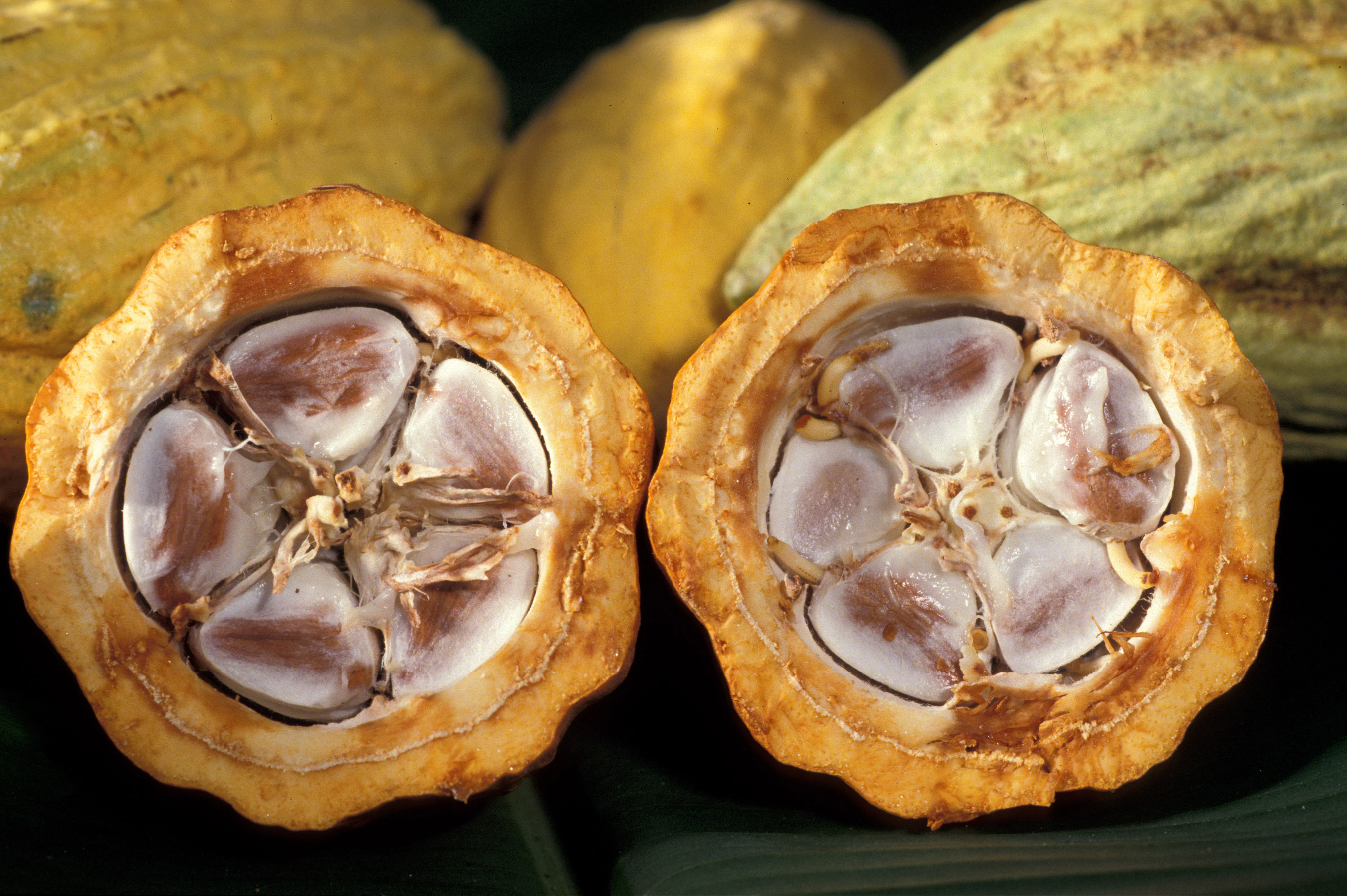
Semințe de cacao în fruct sau Pocha

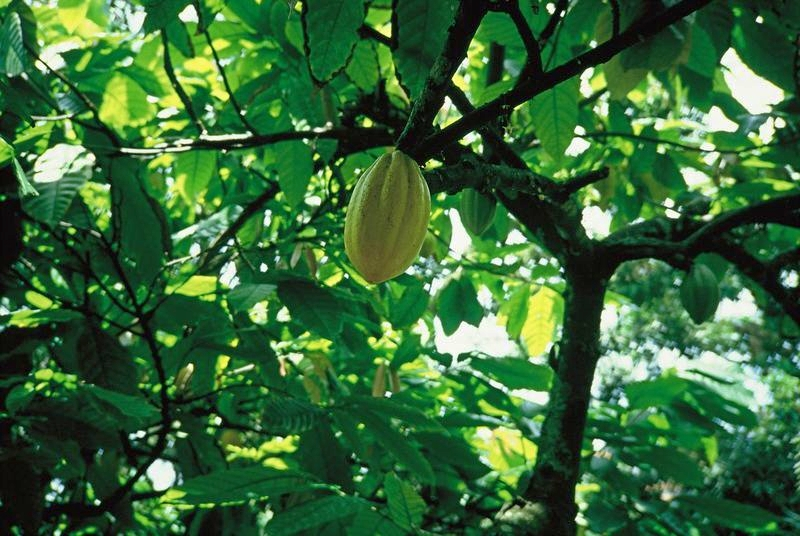
Plantație tânără de cacao

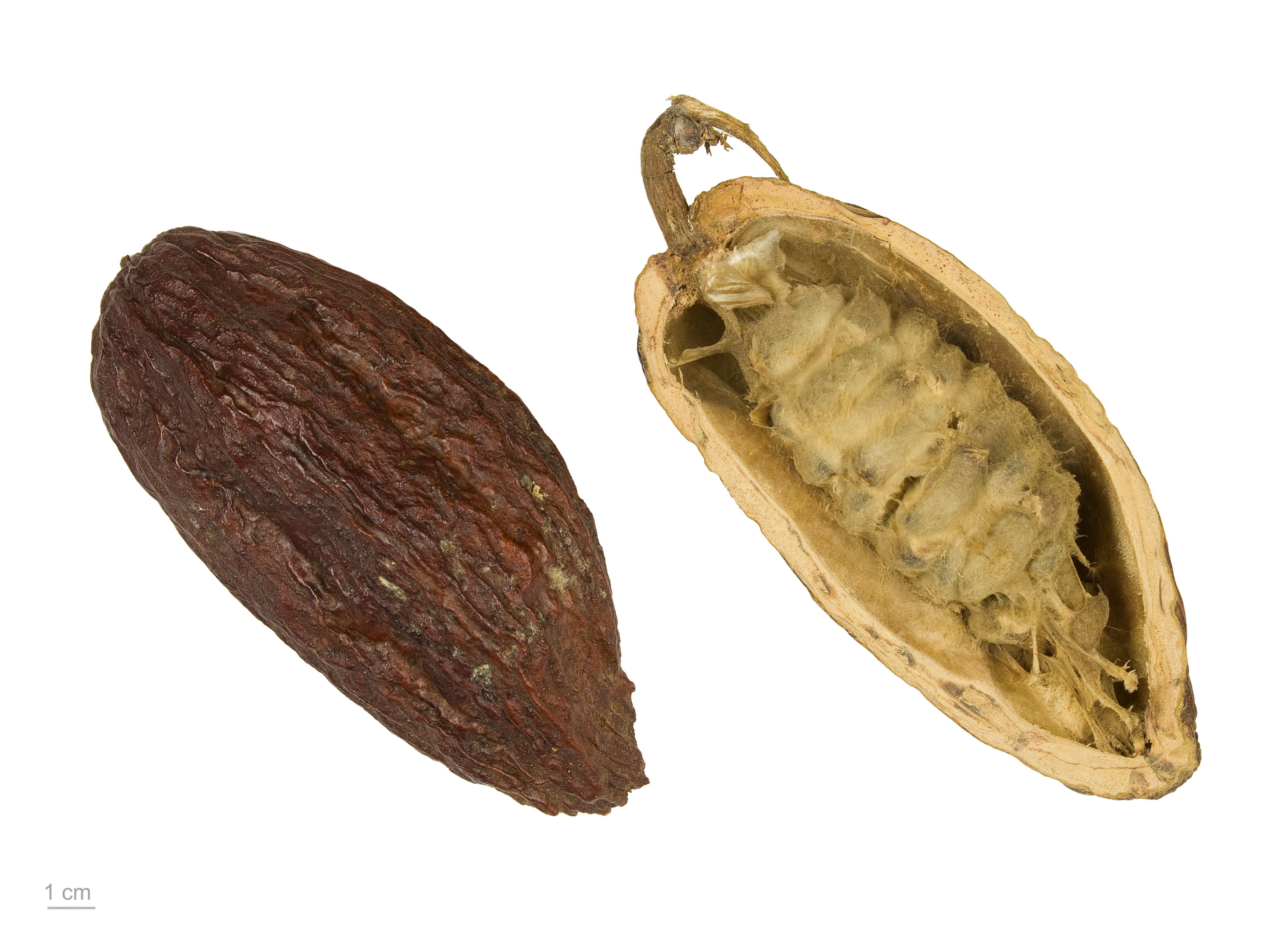
Theobroma cacao

*Conform prețurilor internaționale din 1999–2001

## Vezi și
- Schimbul columbian